# Beriev A-50
Beriev A-50, förkortat A-50 (ryska: Бериев А-50, "Шмель Humlan", NATO-rapporteringsnamn: Mainstay), är ett ryskt radarspaningsplan.
Planet är baserat på det sovjetiska transportflygplanet Iljusjin Il-76.

## Historia
Beriev A-50 utvecklades av Sovjetunionen under 1980-talet och togs för första gången i tjänst 1984.

## Flygplanet
Planet bär på en roterande radar med en diameter på 9 meter. Denna kan spåra upp till 50 föremål inom en radie på 230 km. Stora föremål, som till exempel större ytfartyg, kan spåras på upp till 400 km avstånd.
Fram till Sovjetunionens upplösning 1992 producerades 40 st A-50-flygplan. Idag[när?] finns cirka 25 flygplan i ryska flygvapnet.

### Varianter
- A-50 - Ursprunglig variant.
- A-50M - Uppdaterad variant av A-50 utrustad med lufttankning.
- A-50U - Uppdaterad variant av A-50M med modern elektronik och ökad besättningskomfort.
- llyushin/Beriyev "Flygplan 676"  - Engångsflygplan för telemetri och spårning.
- llyushin/Beriyev "Flygplan 776"- Telemetri och spårning av flygplan med enstaka stopp.
- "Flygplan 976" (SKIP)  - (luftburet kontroll-, mät- och styrcenter) - Il-76-baserad plattform för avståndskontroll och missilspårning. Byggdes ursprungligen för att stödja prov med kryssningsmissilen Raduga Kh-55.
- Izdeliye 1076' - Engångsflygplan för specialuppdrag med okända uppgifter.
- A-50EI - En exportversion från 2000-talet för det indiska flygvapnet med Aviadvigatel PS-90A-76-motorer och israelisk EL/W-2090-radar.

## Bilder

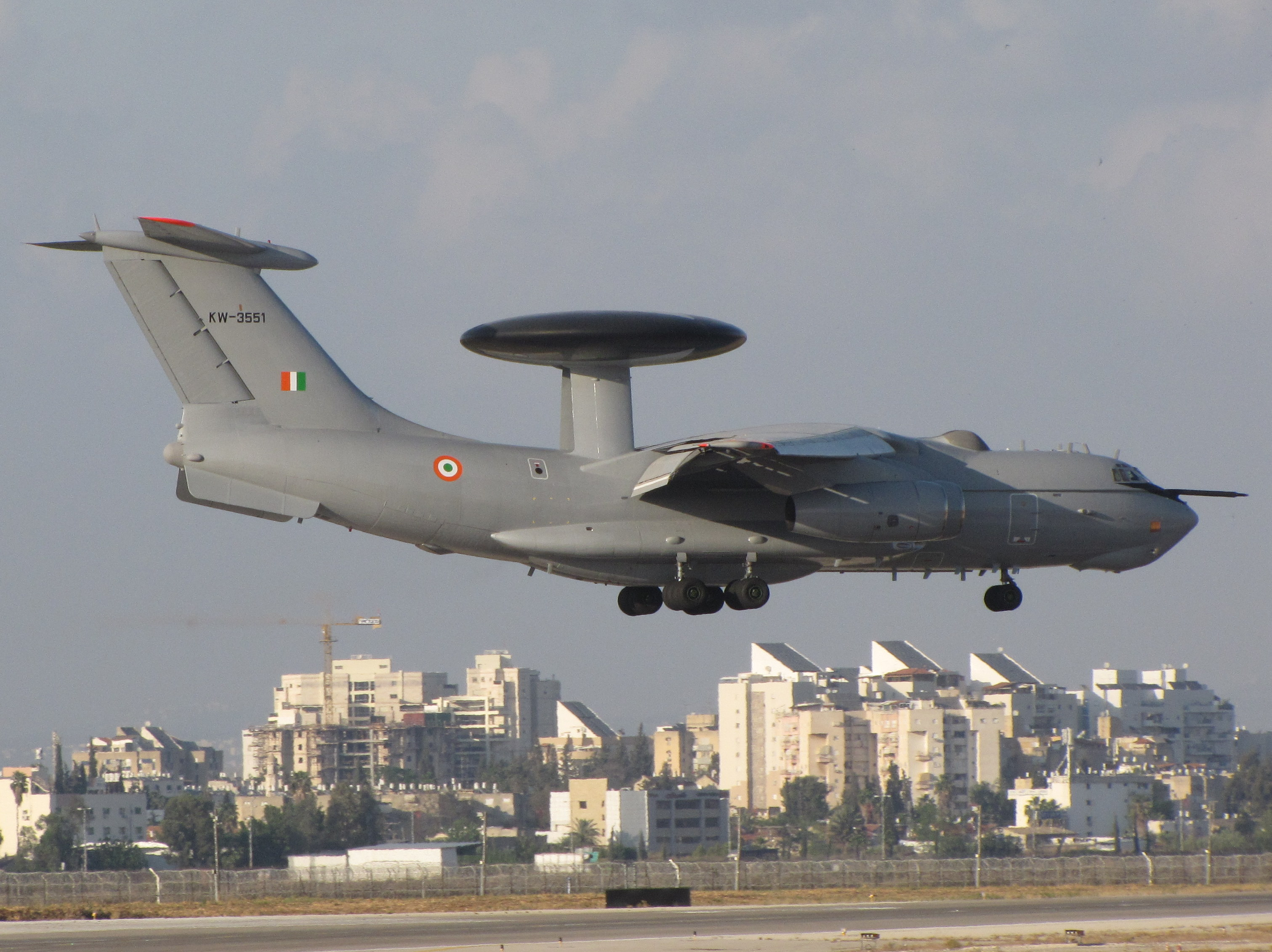
Indisk A-50.